# Lago Hamún
Los pantanos de Hamun-e Helmand también son conocidos como "lago Hamún"
El lago Hamún (en persa: دریاچه هامون‎ Daryācheh-ye Hāmūn) es un lago o hamun (término genérico para referirse a ciertos lagos estacionales de la región) localizado en la provincia de Sistán y Beluchistán, Irán. En su máxima extensión, durante la estación lluviosa, el lago tiene una superficie de 1.600 km². Las ruinas de Dahaneh-ye qolaman («la puerta de los esclavos»), una antigua ciudad aqueménida, se encuentran cerca del lago Hamún (30°45′55″N 61°38′14″E / 30.7653, 61.6372).
Los principales afluentes que de forma estacional desaguan en el lago y lo alimentan son el río Halil y el Bampur.

## Galería

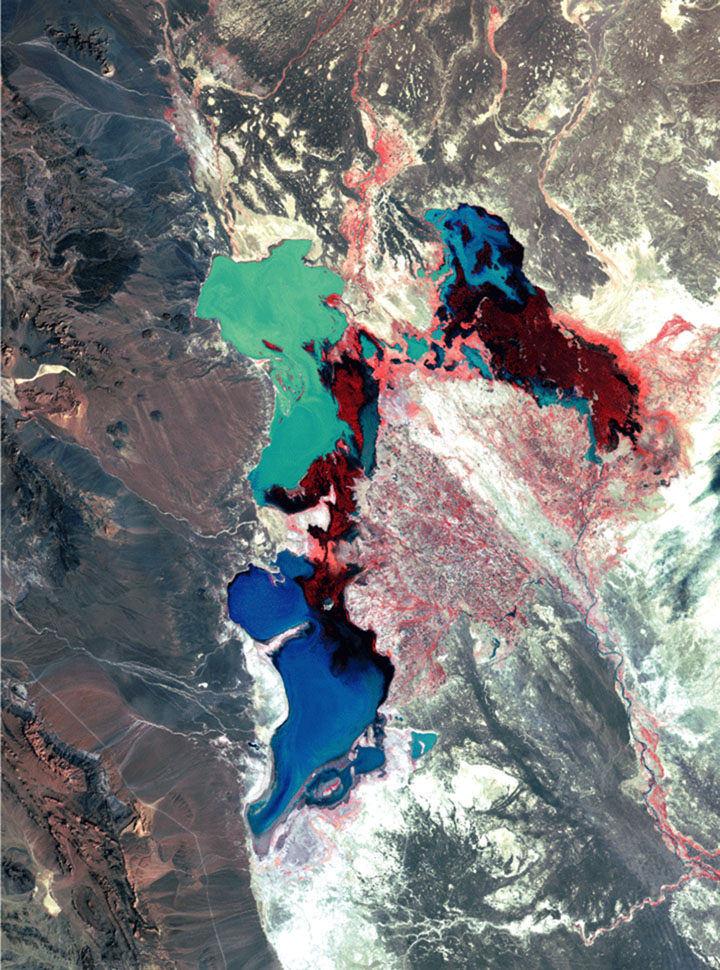
1976
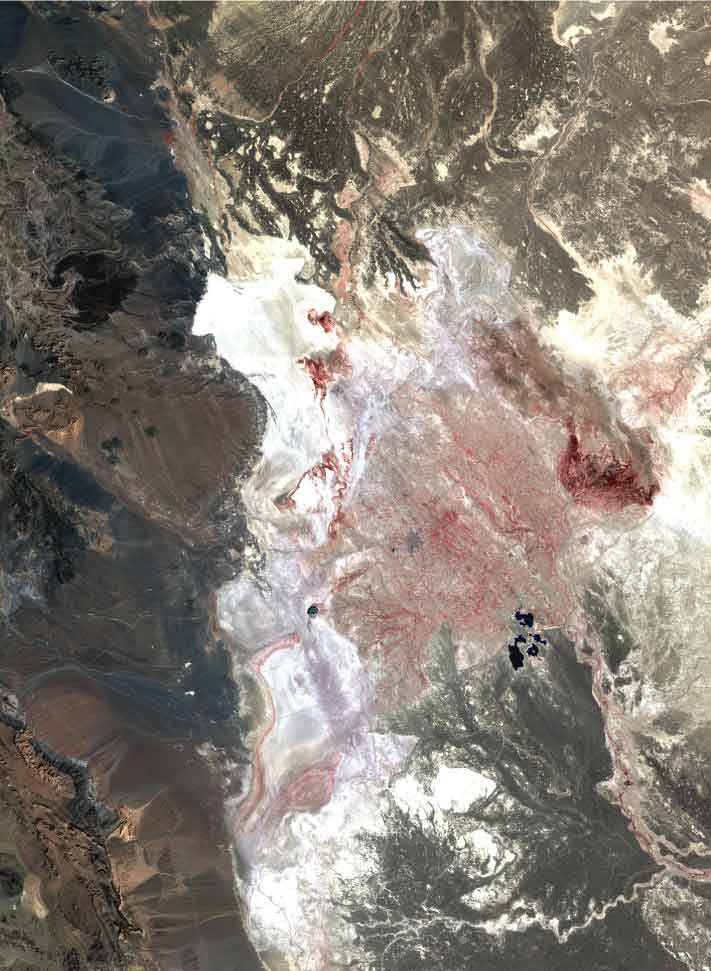
2001
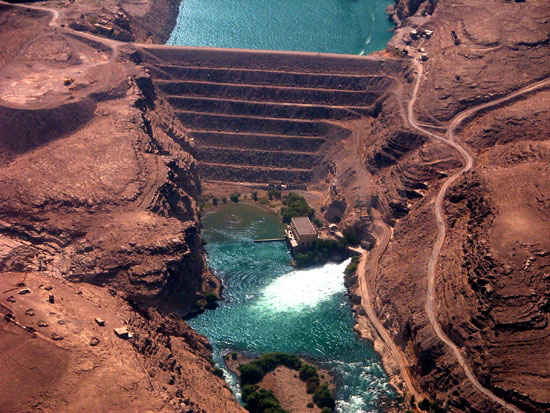